# Clara Stern
Clara Stern (1878–1945) – niemiecka psycholog. Zajmowała się głównie psychologią rozwoju człowieka. Była żoną i współautorką książek psychologa Williama Sterna. Z kolei jej synem był filozof Günther Anders.
Clara urodziła się w zamożnej, żydowskiej rodzinie. Przed wyjściem za mąż nosiła nazwisko Joseephy. Jej małżeństwo ze Sternem prawdopodobnie było postrzegane przez ich otoczenie jako mezalians, gdyż jej mąż miał niższy od niej status społeczny. Clara nie posiadała wykształcenia akademickiego. Przez 18 lat małżeństwo Sternów prowadziło szczegółowe zapiski dotyczące rozwoju trójki ich dzieci. Zgromadzone w ten sposób dane (zawierające łącznie 4834 stron) stały się podstawą rozwoju wielu opracowanych przez nich koncepcji psychologicznych.

## Ważniejsze dzieła
- Psychology of Early Childhood up to the Sixth Year (1914)(współautor: William Stern)
- Memory, Statement and Lies in the First Childhood (1908)(współautor: William Stern)
- The Children’s Language (1907)(współautor: William Stern)